# Lemonanthemum
Lemonanthemum je monotipski biljni rod iz porodice čupavica (Aizoaceae), dio tribusa Drosanthemeae. 
Jedina vrsta je L. zygophylloides, sukulentni polugrm, endem iz Južne Afrike (provincija Western Cape). Rod je nastao izdvajanjem jedne vrste iz roda Drosanthemum

## Sinonimi
- Drosanthemum zygophylloides (L.Bolus) L.Bolus; Notes Mesembr., Pt. 3, 236 (1950)
- Lampranthus zygophylloides (L.Bolus) N.E.Br.; Gard. Chron., Ser. III. 87: 212 (1930)
- Mesembryanthemum zygophylloides L.Bolus; Ann. Bolus Herb. 4: 89 (1927)